# 오카다 요시카즈
오카다 요시카즈(일본어: 岡田 惠和, 1959년 2월 11일 ~)는 일본의 각본가이자 만화 스토리 작가이다.